# Entsiska
Entsiska (tidigare kallat jenisejsamojediska) är ett språk som talas av entserna längs med floden Jenisej i Tajmyrien i norra Ryssland. Det finns två starkt åtskilda dialekter, skogsentsiska och tundraentsiska, som ibland räknas som separata språk.. Språket anses vara hotat. Idag finns det bara cirka 70 talare av språket, vilka flertalet talar skogsentsiska.
De flesta av talarna är i medelåldern eller äldre och talar ryska som andraspråk. Språket tillhör den nordsamojediska gruppen inom de samojediska språken och är nära besläktat med nentsiska, som det tidigare räknades som en dialekt av, och nganasaniska.
Efter den sovjetiska statistiken år 1989 fanns det totalt 110 enetsiskspråkiga varav 95 hade entsiska som modersmål och 15 som andraspråk.
Enligt den ryska folkräkningen från 2002 fanns 119 personer som kunde entsiska.
Språket skrivs med kyrilliska alfabetet.

## Fonologi

### Konsonanter
|             | Bilabial | Bilabial | Dental | Dental   | Palatal | Palatal | Velar  | Velar    | Uvular | Glottal |
| ----------- | -------- | -------- | ------ | -------- | ------- | ------- | ------ | -------- | ------ | ------- |
| Norm.       | Palat.   | Norm.    | Palat. | Norm.    | Palat.  | Norm.   | Palat. |          | Uvular | Glottal |
| Nasal       | m        | mʲ       | n      |          | ɲ       |         | ŋ      |          |        |         |
| Klusil      | p \| b   | pʲ       | t \| d | tʲ \| dʲ |         |         | k \| g | kʲ \| gʲ | q      | ʔ       |
| Affrikat    |          |          | ts     | ts'      | ʧ       | ʧʲ      |        |          |        |         |
| Frikativ    | β        | βʲ       | s \| z | sʲ       | ɕ \| ʒ  |         |        |          |        | h       |
| Lateral     |          |          | ɫ ~ ʎ  | ɫ ~ ʎ    | ɫ ~ ʎ   | ɫ ~ ʎ   |        |          |        |         |
| Tremulant   |          |          | r      |          |         |         |        |          |        |         |
| Approximant | w        |          |        |          | j       |         |        |          |        |         |

Källa:

### Vokaler
|              | Främre | Central | Bakre |
| ------------ | ------ | ------- | ----- |
| Sluten       | i      | ɨ       | u     |
| Mellansluten | e      |         |       |
| Mellanöppen  | ɛ      |         | ɔ     |
| Öppen        | æ      | a       |       |

Källa: